# Jasna Fazlić
Jasna Fazlić (Foča, 20 december 1970) is een Bosnisch-Amerikaans voormalig tafeltennisspeelster. Zij werd in Parijs 1988 Europees kampioen in het gemengd dubbelspel met Ilija Lupulesku en won samen met Gordana Perkučin vier jaar later in Stuttgart ook een EK-titel voor vrouwendubbels.

## Sportieve loopbaan
Fazlić speelde onder de vlag van Joegoslavië van 1988 tot en met 1992 drie EK's, waarop ze twee finales haalde. Deze zette ze beide om in goud. In 1988 pakte ze samen met haar aanstaande echtgenoot Lupulesku de titel voor gemengd dubbels door in de finale te winnen van Bettine Vriesekoop en Andrzej Grubba. Vier jaar later won ze aan de zijde van haar landgenote Perkučin de Europese titel voor vrouwendubbels door in de eindstrijd het Hongaarse koppel Csilla Bátorfi/Gabriella Wirth terug te wijzen.
Fazlić plaatste zich van 1988 tot en met 1993 ieder jaar voor de Europese Top-12, maar kwam daarin nooit verder dan de zevende plaats (drie maal).
Fazlić komt sinds 1998 uit voor de Verenigde Staten. Zo kon het gebeuren dat ze op vijf wereldkampioenschappen (1987-1995) en twee Olympische Spelen (1988 en 1992) haar geboorteland vertegenwoordigde en eveneens op vijf WK's (2001-2006) en twee Olympische toernooien (2000 en 2004) haar nieuwe thuisland.

Namens Amerika won Fazlić samen met Gao Jun het dubbelspeltoernooi van de Pan-Amerikaanse Spelen 2003 en kwam ze van 1998 tot en met 2005 uit op de ITTF Pro Tour.

## Persoonlijk
Fazlić was van 1992 tot en met 1996 getrouwd met tafeltennisser Lupulesku, wiens achternaam ze in die tijd voerde. Na hun scheiding werd haar naam weer Fazlić, totdat ze hertrouwde, met de Amerikaanse tafeltennisser Barney Reed.